# Goldener Freibrief

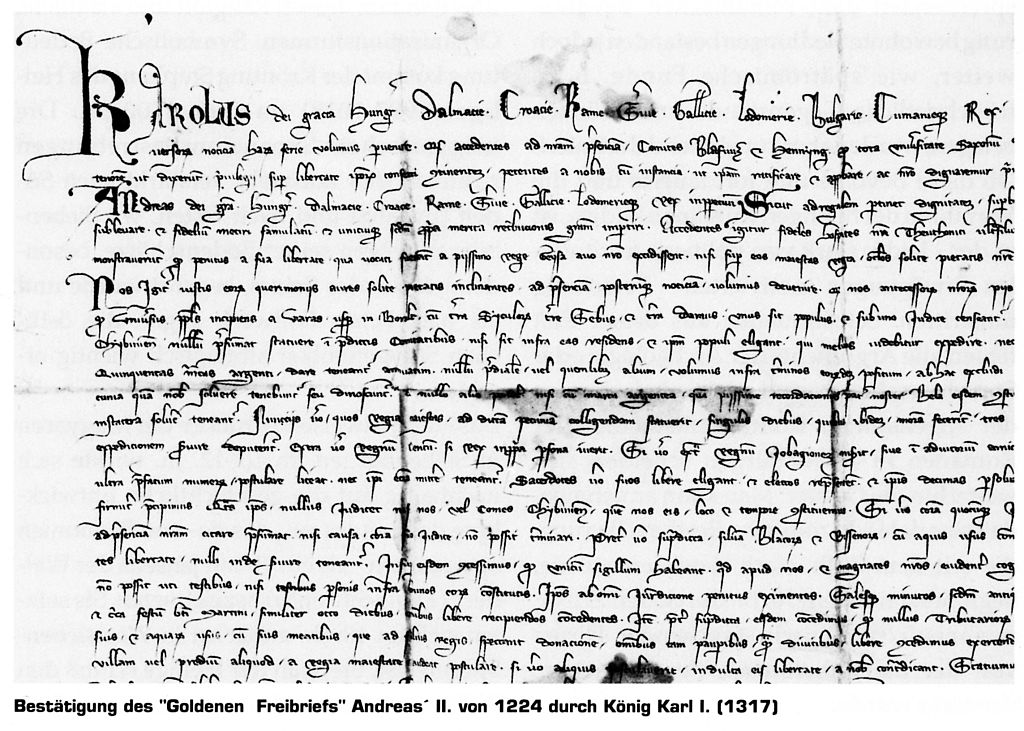
Bestätigung des vom ungarischen König Andreas II. 1224 erlassenen Goldenen Freibriefs durch König Karl I. Robert aus dem Jahr 1317. Sie liegt heute im Hermannstädter Staatsarchiv.

Der Goldene Freibrief (lateinisch Diploma Andreanum, ungarisch Andreanum, rumänisch Diploma andreană, Carta de aur oder Bula de aur) ist eine Urkunde, welche die konstitutive Rechtsverleihung der ungarischen Könige an die Siedlergruppe der Siebenbürger Sachsen darstellt. Er wurde im Jahre 1224 von Andreas II. ausgestellt und ist das weitreichendste und am besten ausgearbeitete Statut, welches deutschen Siedlern in Osteuropa je gewährt wurde. Es war die Rechtsgrundlage für das Hermannstädter Recht, welches anfangs in den Sieben Stühlen und später auf dem gesamten Königsboden in Siebenbürgen angewandt wurde.
Der originale Freibrief ist nicht erhalten, die älteste Version ist die Handschrift der ersten Bestätigung 1317 von König Karl I. Robert von Anjou (siehe nebenstehendes Bild). Es ist heute sicher, dass der erste Freibrief entgegen seinem Namen keine Goldbulle war.

## Inhalt
- Es wurde festgelegt, dass alles Volk von Broos bis Draas eine politische Einheit bilden sollte. Als Vertreter des Königs fungierten die sog. Königsrichter, die zuerst vom ungarischen König eingesetzt, später von den Aktivbürgern eines jeden Stuhles gewählt und nur noch vom König bestätigt wurden.
- Als Vorort der Provinz („Hauptstuhl“) diente Hermannstadt, die anderen Verwaltungsbezirke sind die Stühle Broos, Großschenk, Leschkirch, Mühlbach, Reps, Reußmarkt und Schäßburg.
- Die Ortsrichter sollten aus dem Volk in den Gemeinden gewählt werden. Ebengleiches galt für die Pfarrer.
- Nur der König von Ungarn oder ein von ihm bestimmter Richter darf über die Siedler richten, wobei deren eigenes, überbrachtes Gewohnheitsrecht (Eygenlandrecht) zu gelten hat (sic!). Erst wenn Fälle nicht mehr innerhalb der Siedlergemeinschaft entschieden werden können, darf sich das königliche Gericht derer annehmen.
- Die Hermannstädter Provinz verpflichte sich jährlich zu einer Abgabe von 500 Kölner Silbermark. Der Geistlichkeit vor Ort gebührte der Zehnte, davon ein Viertel dem Bischof von Siebenbürgen.
- Abgaben- und Zollfreiheit der Hermannstädter Kaufleute im ungarischen Reichsgebiet.
- Die Wälder, Wiesen und Gewässer (Allmende) werden den Siedlern zu freien Verfügung gestellt.
- Kein Teil der Hermannstädter Provinz darf jemals an einen Grundherren vergeben werden. Dies sollte gelten für alle Zeiten an.
- Weiterhin wird die Ausstattung königlicher Feldzüge mit Soldaten geregelt. Je nach Fall müssen 50 bis 500 Bewaffnete gestellt werden.

## Wortlaut
Die deutsche Übersetzung des dispositiven Teils:
| „Da nun Unsere getreuen Gäste, die Deutschen jenseits des Waldes, gemeinschaftlich Unserer Majestät zu Füßen gefallen sind und durch ihre Klagen demütig darauf hingewiesen haben, daß sie ihres Freitums, mit dem sie von Unserem Großvater, dem vielfrommen König Geysa gerufen worden waren, gänzlich verlustig gehen würden, wenn nicht Unsere königliche Majestät in gewohnter Weise ihr Auge gnädig auf sie richte, weswegen sie aus übergroßer Armut der königlichen Majestät keinen Dienst zu leisten vermocht haben, wollen Wir ihren gerechten Klagen gnädig anhören, und wollen also, daß bei Gegenwärtigen und Zukünftigen bekannt werde, daß Wir den Gnadenspuren Unserer Vorgänger folgend, um im Innersten bewegt, ihnen das frühere Freitum zurückgegeben haben. Und zwar so, daß das gesamte Volk von Waras bis Boralt, mitsamt dem Sekler Gebiet des Landes Sebus und dem Lande Daraus, ein Volk sei und unter einem einzigen Richter stehe, mit gleichzeitiger Aufhebung aller Komitate außer dem von Hermannstadt. Wer immer aber Hermannstädter Graf sein mag, darf in den genannten Komitaten [als Richter] nur solche einsetzen, die ständig unter ihnen wohnen, und das Volk soll den dazu wählen, der für dieses Amt als der beste erscheint. Es soll niemand wagen, im Hermannstädter Komitat Münzgeld aufzukaufen. Dafür sollen sie gehalten sein, jährlich 500 Mark Silber zum Nutzen Unserer Kammer zu zahlen. Wir wollen, daß kein Prädiale oder ein anderer, der innerhalb ihrer Grenzen wohnt, von dieser Abgabe ausgenommen wird, es sei denn, er besitze darüber ein Privileg. Auch das bewilligen Wir ihnen, daß sie das Geld, welches sie Uns zukünftig zahlen müssen, in keinem anderen Gewicht zu entrichten haben als in jener Silbermark, die ihnen Unser Vater Bela, frommen Gedächtnisses, bestimmt hat, nämlich 4 1/2 Fertonen Hermannstädter Gewichts und einem Kölner Pfennig, damit sich im Gewicht kein Unterschied ergebe. Sie sollen sich nicht weigern, den Boten, welche die Königliche Majestät zur Sammlung des genannten Geldes einsetzen wird, für ihre Ausgaben an jedem Tag, den sie dort weilen, 3 Lot zu zahlen. Es sollen 500 Bewaffnete gestellt werden, um bei einer Heerfahrt des Königs innerhalb des Reiches Kriegsdienst zu leisten. Außerhalb des Reiches müssen sie 100 Bewaffnete entsenden, wenn der König selbst [ins Feld] zieht. Wenn er aber einen seiner Großen außerhalb des Reiches schickt, sei es zur Unterstützung eines Befreundeten, sei es in eigener Sache, dann müssen sie nur 50 Bewaffnete entsenden. Weder darf der König über die genannte Zahl hinaus [Bewaffnete] anfordern, noch sollen sie solche zu schicken verpflichtet sein. Sie sollen ihre Pfarrer frei wählen und die Gewählten vorstellen. Sie sollen ihnen den Zehnten geben, und in allem kirchlichen Recht sollen sie ihnen nach altem Herkommen Rede und Antwort stehen. Wir wollen auch und befehlen ernstlich, daß niemand über sie richten soll, außer Wir selbst oder der Hermannstädter Graf, den Wir ihnen an seinem Ort und zu seiner Zeit einsetzen werden. Wenn sie aber vor einem Richter stehen, so soll dieser nur nach dem Gewohnheitsrecht richten dürfen. Auch darf sie niemand vor Unser Gericht laden, es sei denn, der Fall kann vor ihrem eigenen Richter nicht entschieden werden. außer dem oben Angeführten haben wir ihnen den Wald der Wlachen und Bissenen samt seinen Gewässern zur gemeinsamen Nutzung mit den genannten Wlachen und Bissenen so verliehen, daß sie sich dieser Freiheit erfreuen und dafür keinerlei Dienste leisten müssen. Darüber hinaus haben Wir ihnen gestattet, ein einiges Siegel zu führen, daß bei Uns und Unseren Großen deutlich bekannt sei. Wenn einer von ihnen jemanden wegen einer Geldsache vor Gericht laden will, so soll er vor dem Richter nur solche Personen als Zeugen nennen können, die innerhalb ihrer Grenzen leben. Wir befreien sie gänzlich von jeder fremden Gerichtsbarkeit. Nach altem Freitum bewilligen Wir ihnen allen jeweils 8 Tage lang den freien Bezug von Kleinsalz um das Fest des heiligen Georg, das Fest des heiligen Stefan und das Fest des heiligen Martin. Darüber hinaus gewähren Wir ihnen, daß kein Zollmeister sie behindern darf, weder bei Hinfahrt, noch bei der Rückfahrt. Den Wald aber mit allem Dazugehörenden und die Nutzung der Gewässer mit ihren Flußläufen, die allein dem König zu vergeben vermag, überlassen Wir allen, den Armen wie den Reichen, zu freiem Gebrauch. Wir wollen auch und befehlen kraft königlicher Vollmacht, daß keiner von Unseren Großen ein Dorf oder ein Landgut von des Königs Majestät zu fordern wage. Wenn es aber jemand fordert, so sollen sie, nach dem ihnen von Uns gewährten Freitum, Einspruch erheben. Drüber hinaus bestimmen Wir für die genannten Getreuen, daß sie, wenn es sich zuträgt, daß Wir auf einer Heerfahrt zu ihnen kommen, Uns nur drei Bewirtungen geben sollen. Wenn aber der Wojewode zu königlichem Nutzen zu ihnen oder durch ihr Gebiet geschickt wird, dann sollen sie sich nicht weigern, zwei Bewirtungen zu geben, eine bei der Ankunft und eine bei der Abreise. Auch fügen Wir den oben erwähnten Freiheiten der Genannten hinzu, daß ihre Kaufleute überall in Unserem Königreich frei und ohne Abgaben hin- und herreisen dürfen, wobei sie ihr Recht mit Berufung auf die Königliche Hoheit wirksam geltend machen sollen. Wir befehlen, daß bei ihnen auch alle Märkte abgabenfrei gehalten werden. Damit aber das oben Gesagte fest und unwandelbar bleibe für die Zukunft, haben Wir diese Urkunde mit dem Schutz Unseres doppelten Siegels bekräftigt. Gegeben im 1224. Jahr nach der Menschwerdung des Herrn, im 21. Jahr Unserer Regierung“ |

## Wirkungsgebiet
Die Rechte und Privilegien des Freibriefs bezogen sich zunächst nur auf die Hermannstädter Provinz (Sieben Stühle und der Hauptstuhl Hermannstadt). Konkret heißt es: a Waras usque in Boralt. Also „von Broos bis Draas“. Dort galt ab 1224 die sog. Hermannstädter Freiheit (libertas Cibiniensis). Diese wurde aber bald auch auf die umliegenden Siedlungsgebiete ausgedehnt. 1315 kamen die Zwei Stühle von Mediasch und Schelk, 1366 die Bistritzer Gegend und 1422 schließlich das Burzenland hinzu. Das Gebiet auf dem die libertas Cibiniensis galt, wurde als Königsboden (lateinisch Fundus regius) bezeichnet.

## Entwicklung
Die Siebenbürger Sachsen ließen sich die verbrieften Freiheiten mehrfach bestätigen und erweitern, jedoch gerieten diese immer wieder zum Politikum, im Streit mit den zwei anderen Ständen Siebenbürgens, den Szeklern und dem ungarischen Adel. Zu besonderem Druck kam es nach der Annexion Siebenbürgens durch Österreich. Das Kaiserreich wollte diese Sonderrechte für eine relativ kleine Bevölkerungsgruppe nicht dulden, jedoch gelang es den Sachsen bis zum Ausgleich von 1867 durch geschicktes Taktieren und Beeinflussen ihre Autonomie weitgehend zu bewahren. Erst als 1876 der Königsboden formal aufgehoben wurde, erloschen die alten Rechte endgültig.